# Asahi Broadcasting Corporation
La Asahi Broadcasting Corporation (朝日放送株式会社 Asahi Hōsō Kabushiki-gaisha), sovint abreujada com a ABC és una cadena de televisió japonesa amb seu a Osaka. Dona servei a tota la regió de Kansai. ABC està afiliada a la xarxa nacional de TV Asahi.

## Història
L'empresa va començar com una emissora de ràdio el 15 de març de 1951. Posteriorment, l'1 de març de 1959 s'hi va afegir una emissora Televisió d'Osaka la futura ABC. El 23 de juny de 2008 va estrenar els nous estudis. El 24 de juliol de 2011, ABC va deixar de emetre en analògic per a passar a emetre exclusivament en TDT.